# Gesneria clandestina
Gesneria clandestina là một loài thực vật có hoa trong họ Tai voi. Loài này được (Griseb.) Urb. mô tả khoa học đầu tiên năm 1901.